# Hr.Ms. Westerschelde (1946)
De Hr.Ms. Westerschelde (MV 42, M 839) was een Nederlandse mijnenveger van de Borndiepklasse, vernoemd naar de Westerschelde, een zeearm in de provincie Zeeland. Het schip is als BYMS 46 van de YMS-klasse gebouwd door de Amerikaanse scheepswerf Gibbs Corp. uit Jacksonville. Na het afronden van de bouw is het schip op 3 februari 1943 overgedragen aan de Britse marine waar het dienst heeft gedaan als BYMS 46. In 11 april 1946 is het schip overgedragen aan de Nederlandse marine waar het tot 1957 dienst heeft gedaan.